# 259 Aletheia
259 Aletheia este un asteroid din centura principală, descoperit pe 28 iunie 1886, de Christian Peters.